# Ptilodexia lateralis
Ptilodexia lateralis är en tvåvingeart som först beskrevs av Walker 1836.  Ptilodexia lateralis ingår i släktet Ptilodexia och familjen parasitflugor. Inga underarter finns listade i Catalogue of Life.